# Parafia św. Jakuba Większego Apostoła w Miłosławiu
Parafia Świętego Jakuba Większego Apostoła w Miłosławiu – rzymskokatolicka parafia leżąca w granicach dekanatu miłosławskiego. Erygowana w XII wieku. Kościół parafialny wybudowany w 1620, przebudowany w latach 1843–1845 i 1912–1913.

## Dokumenty
Księgi metrykalne: 
- ochrzczonych od 1945 roku
- małżeństw od 1945 roku
- zmarłych od 1945 roku